# Kozani
Kozani (gr. Κοζάνη) – miasto w północnej Grecji, w administracji zdecentralizowanej Epir-Macedonia Zachodnia, w regionie Macedonia Zachodnia, w jednostce regionalnej Kozani. Siedziba gminy Kozani. W 2011 roku liczyło 41 066 mieszkańców. W pobliżu miasta znajduje się port lotniczy Kozani. W mieście rozwinął się przemysł skórzany oraz spożywczy.

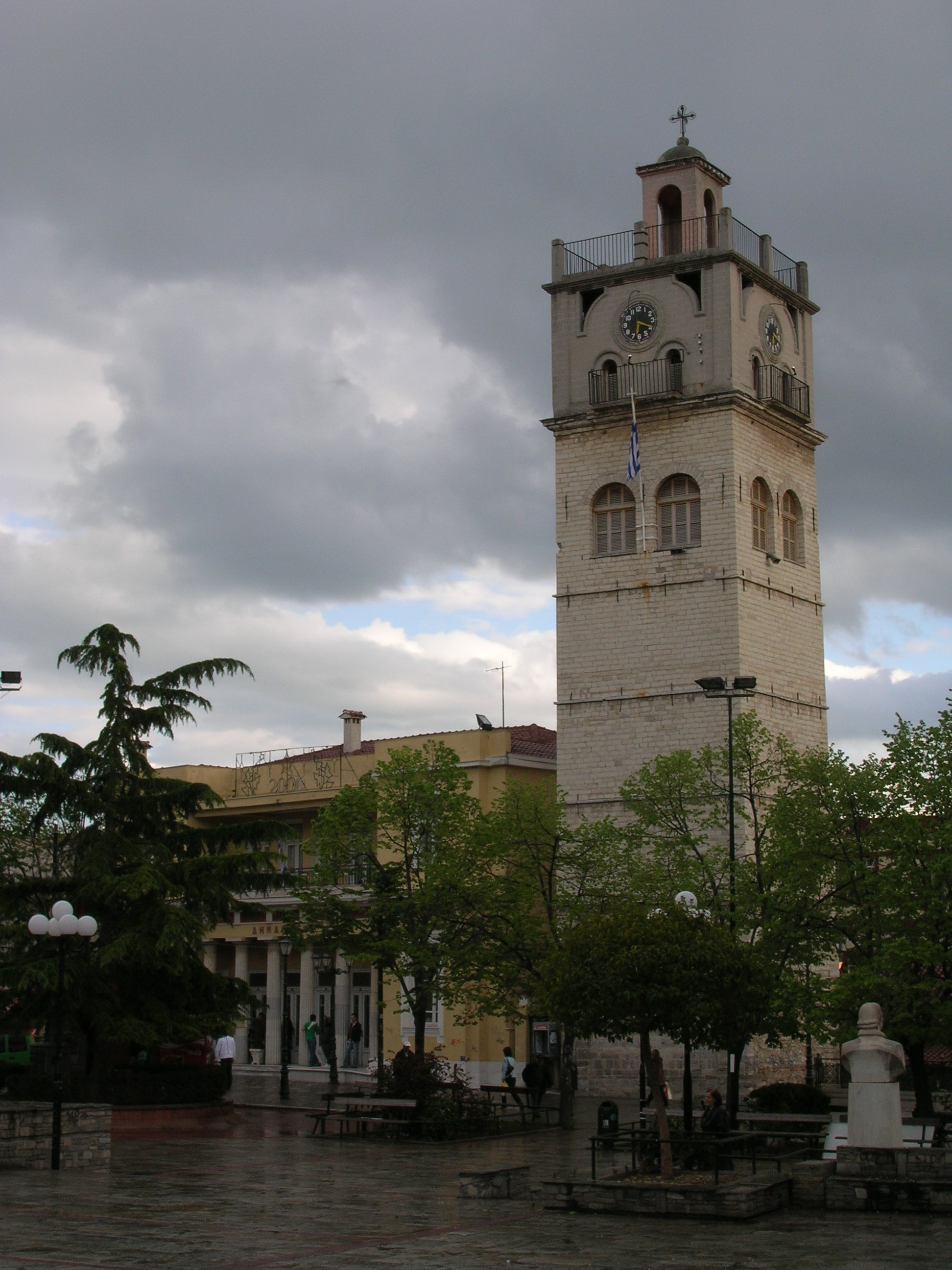
Kozani - Plac Nikis

## Miasta partnerskie
- Bristol, Stany Zjednoczone
- Jassy, Rumunia
- Toluca, Meksyk
- Tyrgowiszte, Bułgaria